# Amherstburg
Amherstburg est une ville d'Ontario (Canada) située dans le comté d'Essex à peu près 25 km au sud de Détroit au Michigan, à l'embouchure de la rivière Détroit. Sa population est de 21 556 habitants. 

## Histoire
Un fort militaire britannique a été établi à l’emplacement de la ville en 1796. Après la guerre d’indépendance des États-Unis, des Loyalistes ont reçu des terres dans la région d’Amherstburg et sont venus s’y établir. 
Pendant l’époque du Chemin de fer clandestin, Amherstburg était souvent le point d’arrivée au Canada pour les esclaves afro-américains. 
Amherstburg a été incorporé en 1878. 

## Communautés
En plus de la région urbaine d’Amherstburg, la ville comprend les communautés d’Amherst Pointe, Anderdon, Auld, Bar Point, Boblo, Edgewater Beach, Glen Eden, Holiday Beach, Lakewood Beach, Lukerville, Malden Centre, McGregor, North Malden, River Canard, Sunset Beach, Kingsbridge South, Kingsbridge North, Point West, Willow Beach et Willowood. 

## Climat
Amherstburg est situé dans la zone transitionnelle entre un climat subtropical humide (classification de Köppen Cfa) et continental humide (Dfa). Les étés sont chauds et humides, légèrement refroidis par la rivière Détroit et le lac Érié. Des orages ont lieu du début du printemps à la fin de l’été et peuvent parfois être violents (vents forts et grêle). Des tornades peuvent se former dans la région, mais elles ne sont pas fréquentes. Les hivers sont frais ou froids et apportent de la pluie et de la neige.
La région est connue pour sa longue période de végétation estivale comparé au reste du Canada. 

## Attraits touristiques
Le Fort Malden, le Musée nord-américain de l’histoire des Noirs (North American Black Historical Museum en anglais) et la Maison Bellevue se trouvent à Amherstburg. 
La Gibson Gallery est une ancienne gare du Michigan Central Railroad construite vers 1896. Sur le même site, un vieux fourgon-frein de la Essex Terminal Railway a été rénové et sert de musée ferroviaire local.
La Maison Gordon, construite vers 1798, a été rénovée et présente une exposition sur la Marine. 
La zone protégée de Holiday Beach (Holiday Beach Conservation Area en anglais) est un grand site d’observation d’oiseaux à l’automne.

## Démographie
| 2001   | 2006   | 2011   | 2016   |
| ------ | ------ | ------ | ------ |
| 20 339 | 21 748 | 21 556 | 21 936 |

## Personnes célèbres
- Seth Bullock, shérif associé à la conquête de l'Ouest
- Charles-Joseph Coursol, maire de Montréal de 1871 à 1873.